# SG Rotation Leipzig
Die SG Rotation Leipzig 1950 ist eine deutsche Sportgemeinschaft aus Leipzig. Heimstätte des rund 450 Mitglieder starken Vereins ist der Sportplatz der Sportanlage Delitzscher Straße im Norden der Stadt. Es werden Fußball, Kegeln und Tischtennis betrieben.

## Strukturelle Entwicklung
Die SG Rotation Leipzig wurde am 15. März 1950 zunächst als Betriebssportgemeinschaft (BSG) Sachsenverlag Leipzig gegründet. Bereits im November 1950 fusionierte Sachsenverlag Leipzig mit der SG Union Leipzig (ehemals SG Leipzig-Thekla). Außerdem wurde von der SG Leipzig-Eutritzsch die Handballabteilung übernommen. Die Leipziger spielten als Sportgemeinschaft des Verlag- und Druckwesens analog zu Namensvetter Rotation Babelsberg fortan unter dem Namen BSG Rotation Nord Leipzig. 1951 wurde die BSG in sechs verschiedene Betriebssportgemeinschaften aufgespalten, eine von ihnen agierte im Anschluss kurzzeitig als Rotation Nordost Leipzig. Eine feste Spielstätte hatte Rotation Leipzig zu dieser Zeit noch nicht, so dass nach einem Umzug in den südwestlich gelegenen Georg-Schwarz-Sportpark eine weitere Namensänderung in Rotation Südwest Leipzig erfolgte. 1958 fand das Fusions- und Namenschaos ein Ende. Nach dem Zusammenschluss mit der BSG Rotation Zentrum Leipzig agierte die BSG bis 1990 als Rotation Leipzig 1950. Im Zuge der politischen Wende von 1990 wandelte sich die BSG am 2. August 1990 unter ihrem bisherigen Namen in eine Sportgemeinschaft nach bundesdeutschem Vereinsrecht um.

## Handball
In der Vergangenheit waren die Handballer die erfolgreichsten Sportler der Sportgemeinschaft. Als DDR-Meister kam die Männermannschaft im Feldhandball von der SG Leipzig-Eutritzsch zur BSG Rotation Nord. Sie war damit für die Feld-Oberliga qualifiziert und wurde 1951 und 1952 jeweils Vierter. Als Bezirksmeister qualifizierten sich die Männer in der Halle für die Hallen-Endrunde um die DDR-Meisterschaft, schieden aber in der Vorrunde aus. 1953 wurde die Handballsektion von der BSG Motor Gohlis Nord übernommen.

## Fußball
Auf fußballerischer Ebene stieg Rotation Leipzig in der Saison 1953/54 in die DDR-Liga auf. Da die zweithöchste Spielklasse der DDR ab 1955 auf eine Staffel reduziert wurde, waren die Sachsen chancenlos und stiegen nach einem Jahr in die drittklassige II. DDR-Liga ab. Im Juni 1957 wurde die erste Mannschaft von Rotation an die BSG Aufbau Südwest Leipzig angeschlossen, kehrte aber Ende des Jahres wieder zu Rotation Südwest zurück. Die vor dem Abstieg in die Bezirksliga stehende BSG Rotation kam im Mai 1957 unverhofft zu einem Auftritt vor größerer Kulisse. Nachdem in einem Freundschaftsspiel des Lokalrivalen und DDR-Oberligisten SC Rotation Leipzig der Testgegner Roter Stern Brno nicht angetreten war, sprang die BSG Rotation Leipzig ein. Vor 70.000 Zuschauern unterlag der Drittligist im Zentralstadion mit 0:5. Ab Ende der siebziger Jahre spielte Rotation im „Stadion des Friedens“ (ehemalige Spielstätte von Wacker Leipzig). Eine Rückkehr in die DDR-Liga gelang noch einmal im Jahr 1973, und Rotation konnte sich vor dem Lokalrivalen der zweiten Vertretung von Chemie Leipzig durchsetzen. Doch auch im zweiten Anlauf erfolgte gemeinsam mit Chemie Wolfen der sofortige Wiederabstieg.
Nach der Wende verschwand die SG Rotation im Anschluss in den Niederungen des Leipziger Fußballs. Derzeitige Spielklasse der 1. Männermannschaft ist die Landesklasse Nord. Die 2. Mannschaft spielt in der Stadtliga Leipzig. Im Herbst 2012 sorgte die ehemalige DDR-Süd-Liga-Spielerin Manuela Seupel für ein Kuriosum, als sie für die männliche Ü-40 Mannschaft auflief.
Im Zuge des 75-Jährigen Vereinsjubiläum kam es am 5. Juli 2025 zu einem Testspiel gegen den 1. FC Lokomotive Leipzig. Das Spiel endete vor 1105 Zuschauern 0:11.
Statistik:
- Teilnahme DDR-Liga: 1954/55, 1973/74
- Teilnahme II. DDR-Liga: 1955 bis 1957
- Ewige Tabelle der DDR-Liga: Rang 146

## Personen

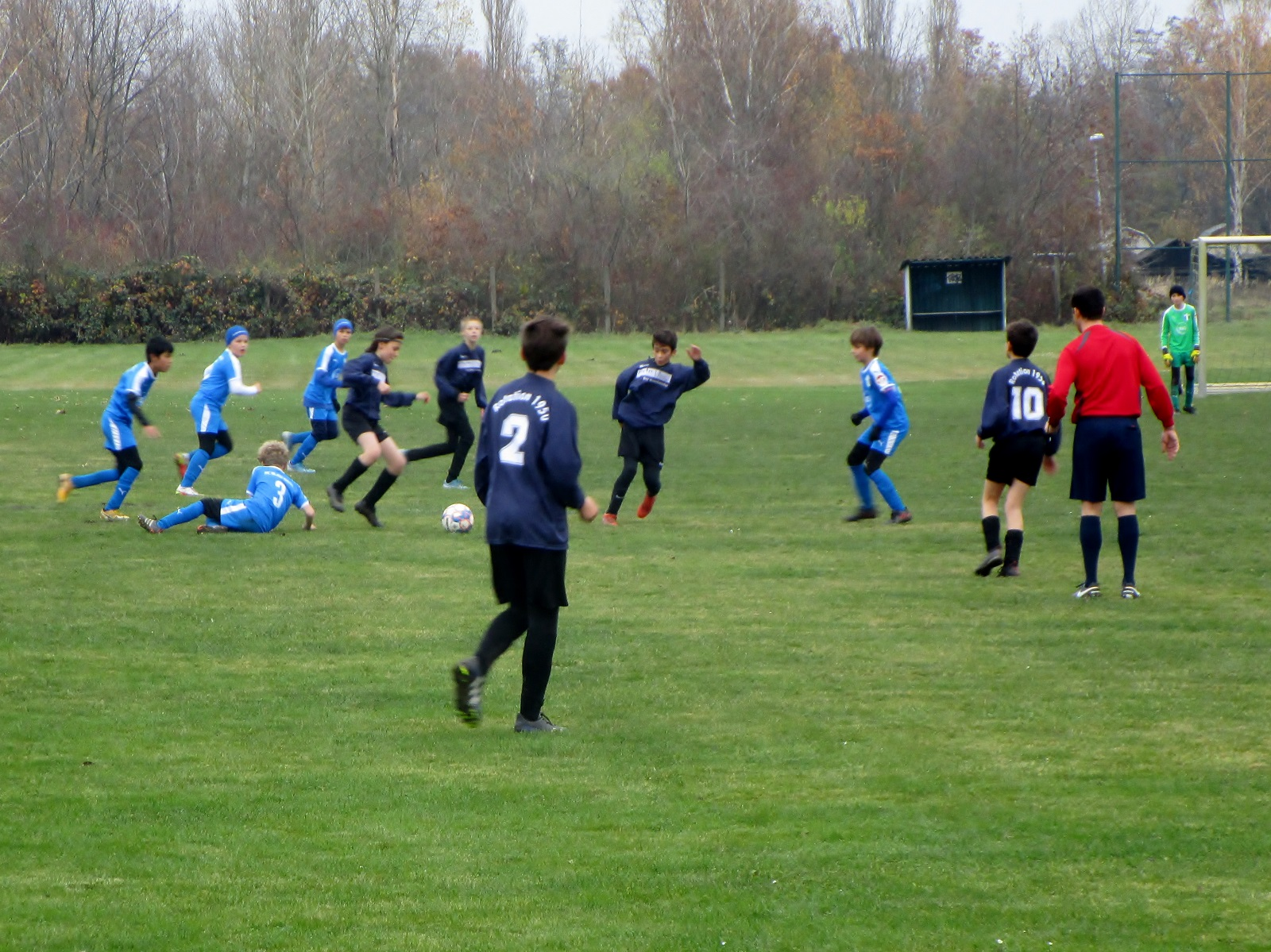
Fußballspiel FC Blau Weiß gegen Rotation 1950 (Schülermannschaften)

- Nicky Adler
- Andreas Bornschein
- Rudi Glöckner
- Daniel Ferl
- Marco Rose